# Warning (film, 2021)
 (décembre 2020).
Si vous disposez d'ouvrages ou d'articles de référence ou si vous connaissez des sites web de qualité traitant du thème abordé ici, merci de compléter l'article en donnant les références utiles à sa vérifiabilité et en les liant à la section « Notes et références ».
Pour les articles homonymes, voir Warning.
Pour plus de détails, voir Fiche technique et Distribution.
Warning est un film de science-fiction américano-canado-polonais réalisé par Agata Alexander, sorti en 2021.

## Synopsis
Par la solitude, le lien unissant la vie, la mort, est exploré à travers des vies très séparées, se heurtant dans des histoires courtes, entrelacées, dans la Terre future.

## Fiche technique
Sauf indication contraire, les informations mentionnées dans cette section peuvent être confirmées par la base de données cinématographiques IMDb,  présente dans la section « Liens externes ».
- Titre original : Warning
- Réalisation : Agata Alexander
- Scénario : Agata Alexander, Jason Kaye et Rob Michaelson
- Musique : Gregory Tripi
- Direction artistique : Jagna Dobesz
- Costumes : Katarzyna Lewinska
- Photographie : Jakub Kijowski
- Production : Staszek Dziedzic, Cybill Lui et Klaudia Smieja
  - Production déléguée : Zachery Ty Bryan, Derrick Eppich, James Hanzalik, Scott Macleod et Nat McCormick
- Sociétés de production : Anova Pictures, Warning Canada Productions, Lost Lane Entertainment, Particular Crowd et Film Produkcja
- Pays de production :  Pologne /  Canada /  États-Unis
- Langue originale : anglais
- Format : couleur
- Genre : science-fiction, thriller
- Date de sortie :
  - États-Unis : 22 octobre 2021

## Distribution
- Alex Pettyfer : Liam
- Alice Eve : Claire
- Annabelle Wallis : Nina
- Benedict Samuel (en) : Vincent
- Charlotte Le Bon : Charlotte
- Thomas Jane : David
- Patrick Schwarzenegger : Ben
- Rupert Everett : Charlie
- Tomasz Kot : Brian
- Kylie Bunbury : Anna
- Garance Marillier : Magda
- Toni Garrn : Olivia
- Annabel Mullion : Dora
- Richard Pettyfer : Ron

## Production
Le tournage a lieu à Varsovie en mars 2019.